# Sonia Ganassi
Sonia Ganassi (geboren am 8. Juni 1966 in Reggio Emilia) ist eine italienische Opernsängerin. Sie singt an zahlreichen bedeutenden Bühnen und gilt, so die Salzburger Festspiele, als „eine der großen Mezzosopranistinnen ihrer Generation“.

## Leben und Werk
Sonia Ganassi studierte Gesang bei Alain Billard. Sie debütierte 1992 am Teatro dell’Opera in Rom – als Rosina in Rossini Barbiere di Siviglia. Es folgten Engagements am Teatro alla Scala in Mailand, der Wiener Staatsoper, am Royal Opera House Covent Garden in London und an der Metropolitan Opera in New York, weiters am Teatro Real in Madrid, am Teatre del Liceu in Barcelona und am Palau de les Arts Reina Sofía in Valencia, an der Bayerischen Staatsoper in München, in Berlin, Stuttgart, Köln, Liège, Paris und Marseille, in Venedig, Florenz, Salerno, Washington und Tokyo, bei den Salzburger Festspielen sowie bei den Festivals von Pesaro und Ravenna. Dirigenten, unter deren Leitung sie auftrat, waren Daniel Barenboim, Riccardo Chailly, Myung-Whun Chung, Daniele Gatti, Zubin Mehta, Riccardo Muti und Antonio Pappano. Ihr Repertoire umfasst Werke des Barock bis zur Gegenwart, viel Rossini, viel Mozart, auch Bellini, Donizetti, Verdi, Mascagni und Massenet. Sie beherrscht sowohl die Koloraturen und die Leichtigkeit der Rosina und der Angelina als auch die Verführungskunst der Carmen sowie die Dramatik und Tragik der Prinzessin Eboli.
Sonia Ganassi geht auch einer ausgedehnten Tätigkeit als Konzertsängerin nach. Beispielsweise übernahm sie bei den Salzburger Pfingstfestspiele 2014 das Solo in Rossinis Stabat Mater und sang an der Accademia di Santa Cecilia unter Pappano Chaussons Le Poème de l’amour et de la mer, op. 19. Immer wieder ist sie auch in konzertanten Aufführungen musikdramatischer Werke zu hören.

## Rollen (Auswahl)
- Bellini: Romeo in I Capuleti e i Montecchi, Teresa in La sonnambula, Adalgisa in Norma
- Berlioz: Marguerite in La damnation de Faust
- Bizet:  Titelpartie in Carmen
- Donizetti: Giovanna Seymour in Anna Bolena, Maffio Orsini in Lucrezia Borgia, Elisabetta I. in Maria Stuarda
- Händel: Titelpartie in Rodelinda
- Hindemith: Helene in Hin und zurück
- Mascagni: Santuzza in Cavalleria rusticana, Titelpartie in Zanetto
- Massenet: Chimene in Le Cid, Charlotte im Werther
- Mozart: Idamante in Idomeneo, Donna Elvira in Don Giovanni, Dorabella	in Così fan tutte
- Offenbach: Titelpartie in La Grande-Duchesse de Gérolstein, Nicklausse in Les contes d’Hoffmann
- Puccini: Zita in Gianni Schicchi
- Ravel: Concepción in L’heure espagnole
- Rossini: Titelpartie in Sigismondo, Titelpartie in Elisabetta, Regina d’Inghilterra, Rosina im Barbiere di Siviglia, Angelina in La Cenerentola, Titelpartie in Ermione
- Strawinsky: Jokaste in Oedipus Rex
- Verdi: Lady Macbeth in Macbeth, Fenena in Nabucco, Azucena in Il trovatore, Preziosilla in La forza del destino, Principessa d'Eboli in Don Carlo, Amneris in Aida

Gesamtaufnahmen
- Rossini: Ermione – mit Sonia Ganassi (in der Titelpartie), Gregory Kunde – 2009 Dynamic
- November 1992 (Opernwelt-CD-Tipp: „künstlerisch wertvoll“): Will Humburg (Dirigent), Failoni Chamber Orchestra, Hungarian Radio and Television Chorus. Ramón Vargas (Graf Almaviva), Angelo Romero (Bartolo), Roberto Servile (Figaro), Franco de Grandis (Basilio), Ingrid Kertesi (Berta), Kázmir Sárkány (Fiorello), Ferenc Korpas (Offizier). Naxos CD: 8.660027-29.[1]:15563 – als Rosina

2009: Verdi: Messa da Requiem (Live-Aufnahme, mit Anja Harteros, René Pape und Rolando Villazón, 2CDs)

## Auszeichnungen
- 1999 Premio Abbiati als beste Sängerin – für die Interpretation der Zayda in Dom Sébastien
- 2009 Bellini d’oro der Società Catanese Amici della Musica – für die Adalgisa in Norma und den Romeo in I Capuleti e i Montecchi
- 2010 Premio Internazionale Franco Corelli – Hin und Zurück von Paul Hindemith und L’heure espagnole von Maurice Ravel